# 원동 미소지움
원동 미소지움(영어: Osan Won MISOZIUM)은 대한민국 경기도 오산시 원동에 위치한 소규모 아파트 단지이다. 2017년에 완공하였다. 3개동, 192세대이다.